# Harry de Groot

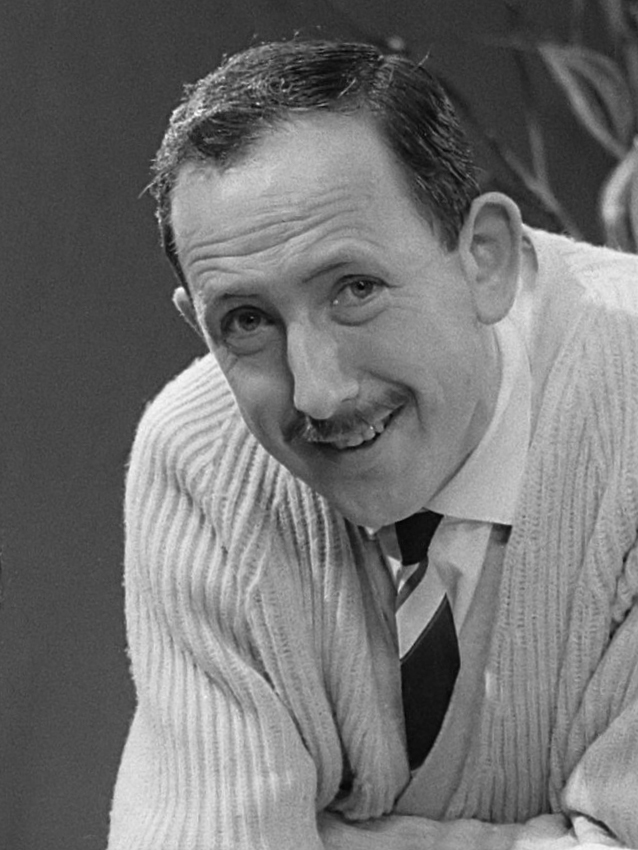
Harry de Groot (1961)

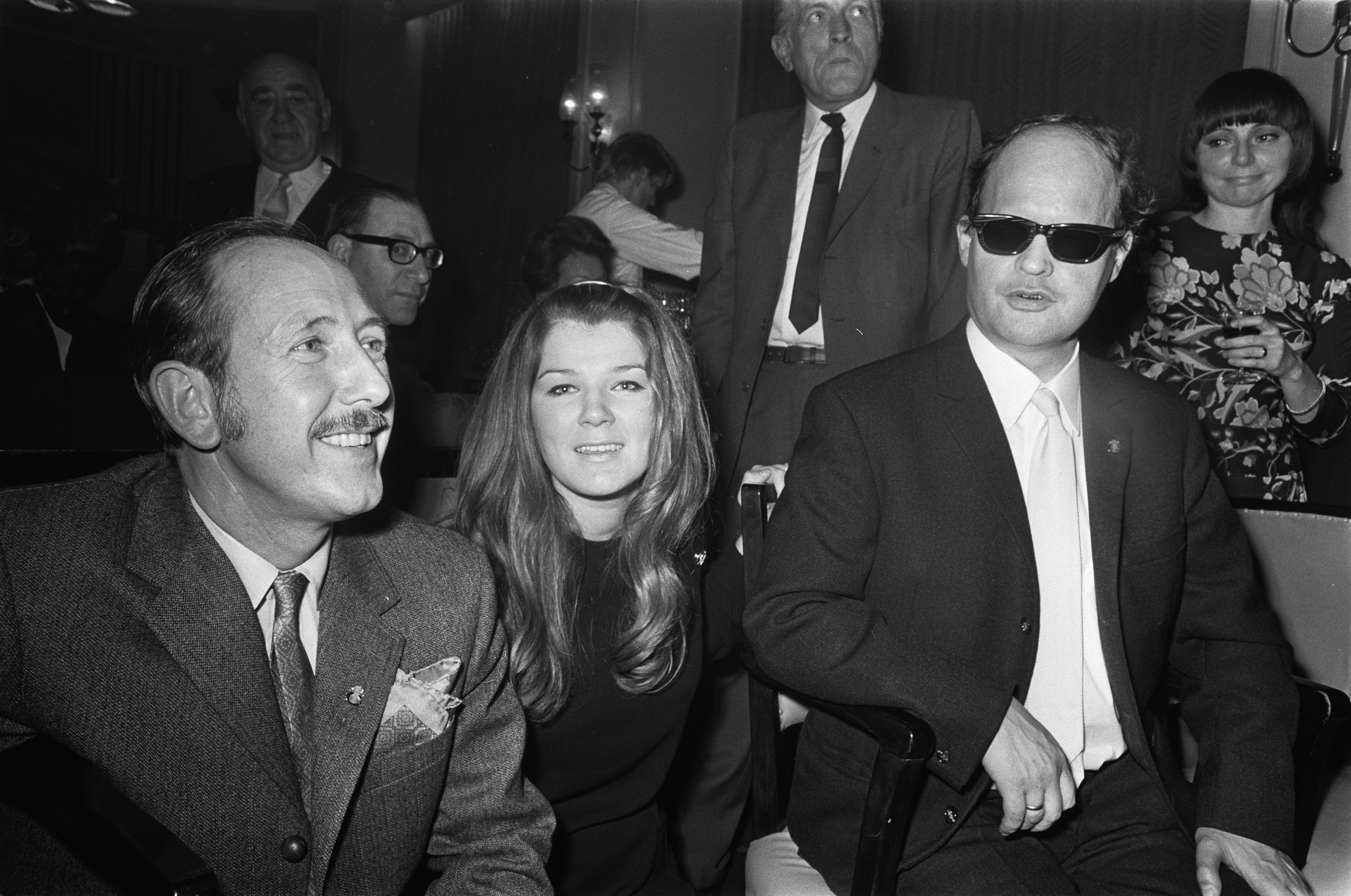
Preisverleihung Gouden Harp 10. November 1969 in Amsterdam: v. l. n. r. Harry de Groot, Lenny Kuhr (Zilveren Harp), Jules de Corte

Harry de Groot (* 24. Dezember 1920 in Amsterdam; † 27. September 2004 in Blaricum) war ein niederländischer Komponist.

## Leben
Als Neunjähriger begleitete er seinen Vater am Klavier und Akkordeon und war im Alter von neunzehn Jahren war er bereits Berufsmusiker. Vor dem Zweiten Weltkrieg verdiente er als Pianist und Bassist seinen Lebensunterhalt. Er tourte mit Künstlern wie Heintje Davids, Willy Derby, Lou Bandy und Louis Davids durch die Niederlande. Weil er viele Instrumente erlernt hatte, darunter auch das Akkordeon, gehörte er in den Jahren 1938/39 zu den bestbezahlten Musikern des Landes.
Nach dem Krieg trat Harry de Groot der VARA bei, machte sich auch als Arrangeur einen Namen und arbeitete intensiv für Rundfunk und Fernsehen als Orchesterleiter. Er schrieb insbesondere auch für Hörspiele, in denen Cowboy-Lieder eingebettet waren. Er arbeitete dort u. a. mit Eddy Christiani und Frans Poptie oder mit den The Ramblers beim Hörspiel Alice in Kolderland zusammen. Beim Chansonnetje in huis (dt.: Chanson im Haus) arbeitet er zu sammen mit Pi Scheffer und den Textern Alexander Pola, Gerrit den Braber und Ernst van Altena.
Aus seiner Feder stammen aber auch die Titelmelodien verschiedener Fernsehserien, darunter Swiebertje und Farce Majeur und er hat an fast allen Fernsehshows von Ted de Braak mitgewirkt. 
Er schrieb unter anderem Lieder für Johnny Jordaan, Tante Leen und Willy Alberti. Die Anzahl seiner Lieder geht in die Tausende, darunter:  Geef mij maar Amsterdam (dt.: Gib mir Amsterdam), Een Pikketanussie (dt.: Einen „Pikketanussie“ (Amsterdamer Slang für Jenever)), De zon schijnt voor iedereen (dt.: Die Sonne scheint für alle) und Als het orgel speelt op die ouwe Lindengracht (dt.: Wenn die Orgel auf dieser alten Lindengracht spielt). Die Serie Farce Majeur verhalf ihm zu seinem bekanntesten Hit Het is uit het leven gegrepen (dt.: Es ist aus dem Leben gegriffen).
De Groot war an verschiedenen musikalischen Wettbewerben beteiligt, er war 24 Jahre lang Jurymitglied des bulgarischen „Gouden Orpheus“-Songwettbewerbs.  Er trat sogar mehrmals mit dem Rundfunkorchester Berlin auf. De Groot war auch als Sänger aktiv, vor allem im Vokalensemble The High (Hi) Five. Die Öffentlichkeit hörte seine Musik viel öfter, als ihr bewusst war, denn De Groot machte auch die Musik für unzählige Werbespots.
Harry de Groot starb im Alter von 83 Jahren im Krankenhaus von Blaricum.

## Auszeichnungen
- 1969 wurde er mit dem bedeutenden niederländischen Musikpreis der Stiftung Buma Cultuur der Gouden Harp (dt.: Goldene Harfe) ausgezeichnet.
- 1980 wurde er mit dem Kulturpreis der bulgarischen Regierung und dem Orden der Heiligen Kyrill und Methodius ausgezeichnet.[2] Er war nach Herbert von Karajan der zweite Nicht-Bulgare, der diese Auszeichnung erhielt.

## Werke (Auswahl)

### Alben
- 1958: Colea Serban With Orchestra Conducted By Harry de Groot – Hear The Hora; Fontana
- 1973: Hollandse Nieuwe Zingen Hollandse Ouwe, RCA
- 1979: Harry De Groot Dirigeert Het Groot Omroeporkest Van Radio Berlin – Renovation; CBS

### Singles/EPs
- 1924: De Groot And The Piccadilly Orchestra, De Groot*– What’ll I Do? / „Sadko“ – Chanson Hindoue
- 1957: Accordeon Orkest Virtuosa O.L.V. Harry de Groot – Sledepaardjes / Tango-Klanken; Columbia
- 1972: Harry de Groot, Rob Brandon – Improvisatie ‚Herfst‘; Benny Vreden Produkties (BVP)
- 1973: Harry Bannink, Harry de Groot – Muziek bij de gymnastiek; BVP
- 1973: Harry de Groot, Rob Brandon – Muziek Bij De Gymnastiek / Volksdans Uit Nederland; BVP
- 1975: Harry de Groot, Paula van Alphen – Zomerliedje / In Juli; BVP
- 1976: Ermelo; RCS
- 1976: Lang Leve De Reclame / De Sju In V.N.U

### Filmmusik
- 1970–1972 Musik für alle 29 Folgen der Serie De kleine waarheid (dt. Die kleine Wahrheit), neben Hans van Hemert en Cor Lemaire